# 로스 아미고스 인비시블레스
로스 아미고스 인비시블레스는 1991년 조직된 베네수엘라 그룹이다. 애시드 재즈와 디스코, 펑크의 특징들을 라틴음악의 리듬과 섞었다.

## 멤버구성
- 훌리오 브리세뇨 "출리우스" - 성악, 타악기
- 호세 루이스 파르도 아리에체 "체오", "Dj 아프로" - 기타, 작곡
- 아르만도 피게레도 "오드남", "마뇨 드라이버", "아르만디토" - 건반
- 마우리시오 아르카스 "마우리믹스" - 콩가, 타악기
- 호세 라파엘 토레스 "카티레" - 베이스
- 후안 마누엘 로우라 "마눌로" - 드럼셋, 타악기

## 앨범
- A Typical and Autoctonal Venezuelan Dance Band (1995)
- The New Sound of the Venezuelan Gozadera (1998)
- Arepa 3000: a Venezuelan Journey Into Space (2000)
- The Venezuelan Zinga Son, Vol. 1 (2003)
- Super Pop Venezuela (2005)
- Super Pop Venezuela Remixes (2008)
- En una Noche tan Linda como Ésta (2008)
- Commercial (2009)
- Not So Commercial (2011)
- Repeat After Me (2013)
- Acústico (2015)
- El Paradise (2017)